# Musica berbera
La musica berbera si riferisce alle tradizioni dei berberi, un gruppo etnico nativo del Nord Africa ad ovest della valle del Nilo e parte dell'Africa occidentale. La musica berbera varia ampiamente in tutto il Nord Africa occidentale e alcune delle varianti più note si possono trovare nella musica marocchina, nella canzone cabila e chaoui in Algeria e nella musica tuareg, molto diffusa nel Rif, in Algeria Burkina Faso, Niger e Mali.
La musica berbera antica è stilisticamente diversa, scritta su scala pentatonica ed eseguita con strumenti quali l'oboe e le cornamuse accompagnati da ritmi africani insieme al canto. Queste antiche tradizioni musicali sono state tenute in vita da piccoli gruppi di musicisti che viaggiano da un villaggio all'altro, intrattenendo la gente, in occasione di matrimoni e altri eventi sociali, con le loro canzoni, racconti e poesie.
La maggior parte della musica berbera proviene dai villaggi ed è molto varia. La musica e la cultura berbera sono state influenzate dalle lotte di lunga data che il popolo berbero ha condotto per ottenere i diritti linguistici fondamentali e il riconoscimento dell'identità nelle società moderne del Nord Africa.

## Stili musicali e vocali
La musica berbera si caratterizza per l'utilizzo della tradizione orale popolare, per la particolare scala musicale e i modelli ritmici, che comprendono la musica pentatonica e i ritmi africani. Tutti questi elementi sono combinati insieme per creare una delle principali fonti di intrattenimento nelle cerimonie sociali berbere come i matrimoni, con versi, racconti e canzoni.

## Strumentazione
Le popolazioni berbere sono sparse su gran parte dell'Africa, ma sono per lo più concentrate nella regione nord-occidentale. Esse utilizzano una vasta gamma di strumenti, sia melodici che percussivi. I seguenti strumenti sono parte della loro secolare danza religiosa e del loro canto:
- Taɣanimt, è un flauto di canna utilizzato principalmente per accompagnare le canzoni, piuttosto che la danza, il taghanimt ha una tessitura ricca e ansimante.
- Mizwid, è un tipo di cornamusa; il termine letteralmente significa "busta" o "sacchetto per il cibo".
- Zukrah (Tunisia) e ghaytah (Marocco). In entrambi i paesi, questi strumenti sono abbinati a diversi strumenti a percussione per creare grandi complessi che suonano in feste pubbliche o simili occasioni.
- Nafir, è un lungo corno naturale, un genere di tromba senza valvole. Questo strumento è usato principalmente come mezzo di segnalazione per l'invio di messaggi a gruppi di grandi dimensioni, anche se ha anche un certo valore prestazionale.
- Ginbri (Marocco), è uno strumento a corde pizzicate senza tasti con una pelle tesa sul suo corpo sul lato di riproduzione: la pelle ha la stessa funzione acustica della membrana di un banjo. La maggior parte dei gruppi hanno almeno un ginbri, anche se alcuni ne hanno più di uno.
- Rebab, è uno strumento ad arco con manico lungo e un grande corpo. Come il ginbri, è costruito con una pelle sul lato in cui viene suonato. Questo strumento ha una sola corda, di solito di crine di cavallo, ed è comunemente suonato a fianco del ginbri.
- Tabl (in lingua berbera e'ṯbel), è un tamburo cilindrico a doppia faccia. Anche se ha un utilizzo simile alla tabla dell'India, nessun collegamento diretto è stato trovato tra i due strumenti. Il qas'ah è un grande timpano presente soprattutto in Tunisia. Simile al qas'ah è il Naqqarah, due timpani di ceramica suonati contemporaneamente con entrambe le mani.
- Bendir (Marocco), è un tamburo a cornice. Una serie di bendir suonati contemporaneamente forniscono il principale ritmo percussivo per la musica berbera anche se i tamburi menzionati sopra sono più artistici dei bendir.
- Qaraqib, sono grandi nacchere metalliche. Normalmente ciascuna tenuta in una mano. Queste possono essere utilizzate per mantenere un ritmo o per suonare una melodia.

## Cabilia
La musica del popolo cabilo ha conquistato diversi successi al di fuori del suo territorio, sia nel resto dell'Algeria che all'estero. La musica tradizionale della Cabilia è composta da cantanti, accompagnati da una sezione ritmica, costituita da t'bel (tamburello) e Bendir, e una sezione melodica costituita da un ghaita (cornamusa) e ajouag (flauto).

### Sviluppo della musica della Cabilia
Negli anni 1930, i Cabili si spostarono in gran numero a Parigi, dove aprirono caffè nei quali musicisti come Cheikh Nourredine aggiunsero strumenti moderni, occidentali come il banjo, la chitarra e il violino per eseguire melodie popolari cabile. Slimane Azem era un immigrato della Cabilia che venne ispirato da Nourredine e dal poeta del XIX secolo Si Mohand ou-Mhand per affrontare la nostalgia di casa, la povertà e la passione nelle sue canzoni, e ben presto (come molti musicisti cabili) si associò al movimento per l'indipendenza algerina.
Dagli anni 1950, la musica classica araba, in particolare quella della superstar egiziana Umm Kulthum, era diventata popolare e lasciò un'influenza duratura sulla musica della Cabilia, in particolare in un'orchestrazione lussureggiante. Cherif Kheddam fiorì subito con l'avvento di un ramo della Cabilia a Radio Algeri dopo l'indipendenza del 1962, quando la Francia chiese un cessate il fuoco il 19 marzo e promulgò il voto su un accordo per un referendum da tenersi nel mese di giugno. Inclusi a questo trattato erano gli accordi di Evian, che, per tre anni davano alcune protezioni legali ai coloni europei presenti in Algeria. Dopo i tre anni, tuttavia, tutti gli europei avrebbero dovuto diventare cittadini algerini o rischiavano di essere classificati come stranieri, perdendo quindi tutti i diritti. Alcuni dei diritti discussi negli accordi erano quelli di partecipare alla vita pubblica e una gamma completa di diritti culturali e civili oltre al diritto ad avere una proprietà. Anche alcune cantanti divennero popolari in questo periodo, in particolare Cherifa, Djamilla e Hanifa.
L'indipendenza algerina non portò a una maggiore libertà dei musicisti Cabili, e questi berberi presto inserirono testi, spesso segreti, che criticavano il governo di Ben Bella, che non aveva attuato gli accordi di Evian. Molti di questi musicisti sono stati ispirati da altri cantautori come Joan Baez e Bob Dylan, Víctor Jara e Silvio Rodríguez. Con la canzone "A Vava Inouva" (1973), Idir ha portato l'attenzione internazionale sulla musica Cabila e spianato la strada al genere raï algerino. Ferhat Mehenni, conosciuto per i suoi testi politicamente senza compromessi e Lounis Ait Menguellet, noto per i suoi testi poetici e ispirati, divennero popolari nel corso degli anni 1970.
Con il tempo il raï divenne popolare in Europa negli anni 1980, e gli artisti Cabili si indirizzarono verso il genere sentimentale e popolare-ballata. I Takfarinas elettrici di Hassen Zermani e le opere di Abdelli prodotte dalla Real World di Peter Gabriel aiutarono la musica Cabila a raggiungere un nuovo pubblico, mentre l'omicidio di Lounès Matoub portò molti Cabili a radunarsi attorno ai loro musicisti popolari.
Fra i cantanti moderni figurano Djura e molti cantanti chawi e gruppi come Abranis, Houria Aichi, Les Berberes, Amirouch, Massinissa, Amadiaz, Numidas, Mihoub, Massilia, Merkunda, Thiguyer, Salim Souhali (Thaziri), Dihya e Messaoud Nedjahi.

## Marocco
La musica tradizionale berbera marocchina può essere classificata in musica collettiva e professionale.

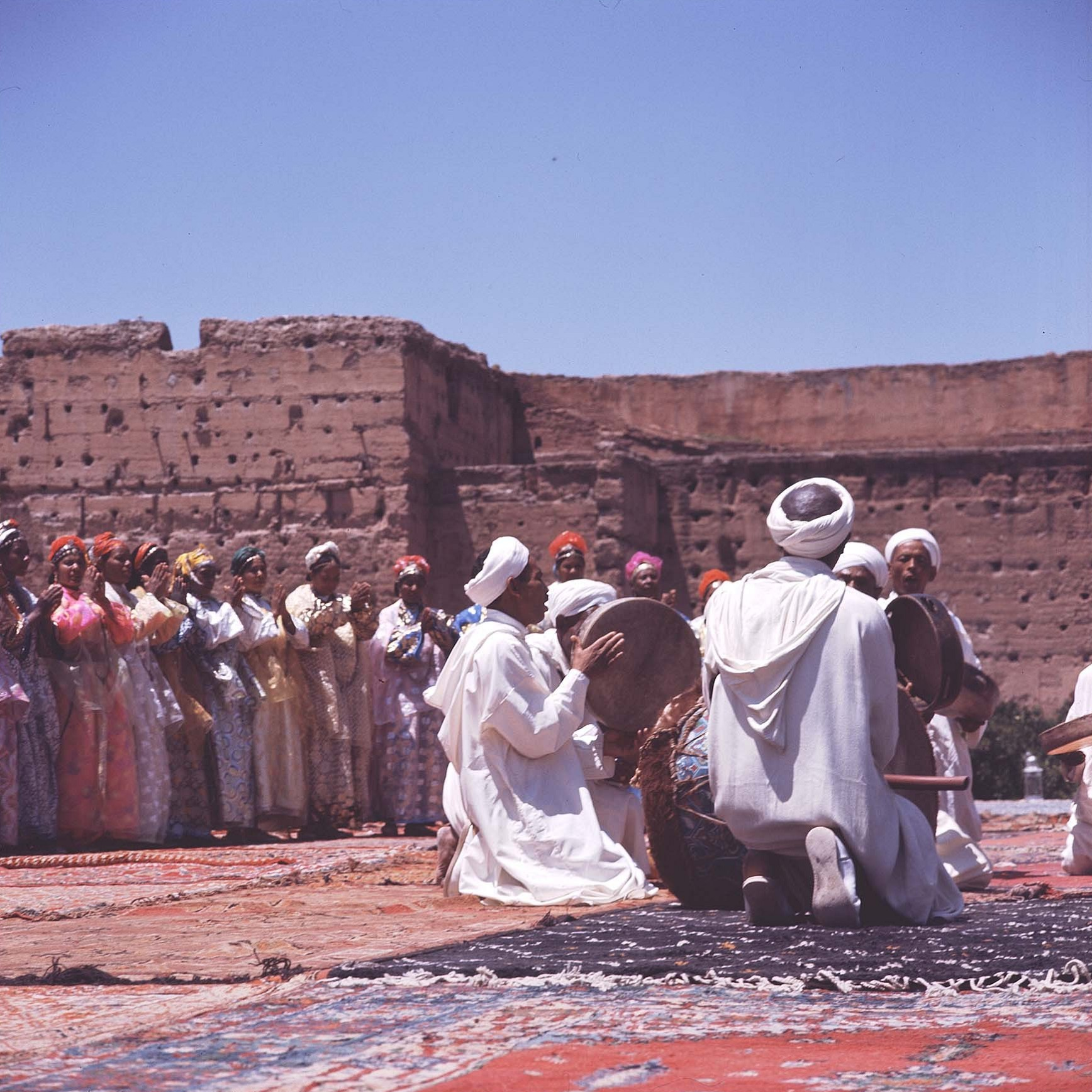
Danzatori (sullo sfondo) e musicisti (primo piano) in una esibizione al Ouarzazate ahwash nel corso del National Folklore Festival di Marrakesh (1970)

Nella musica collettiva, uomini e donne di intere famiglie o villaggi partecipano a danze come ahwash e ahidus. All'inizio viene intonata una preghiera, seguita da una risposta da parte di un coro e dei danzatori. Accompagnati da tamburi (bendir) e flauti (ney), i danzatori si muovono in circolo intorno ai musicanti.
Diretti da un amdyaz o poeta, i gruppi, costituiti normalmente da quattro musicisti professionisti (imdyazan), viaggiano attraverso le regioni per esibirsi nei villaggi. Gli amdyaz recitano dei poemi improvvisati sugli avvenimenti di attualità nazionali e mondiali. I musicisti li accompagnano con tamburi, rebab a singola corda e un doppio clarinetto.
Una Shluh, variante berbera di musica professionale, viene eseguita da rways, guidati da un rays o raiss. Una esecuzione rway o rwai inizia con un'astara, una sessione strumentale sul rebab o wtar, seguito da tamburello e flauto. L'astara stabilisce le note di base della melodia. La sezione di mezzo è costituita da un canto poetico (amarg), un'apertura coreografata (ammussu), una canzone (tamssust) e danze (aberdag). Il tabbayt costituisce la parte finale, in cui il ritmo prima accelera e poi cessa improvvisamente.
Fra i musicisti berberi marocchini si ricordano Ammouri Mbarek, un cantautore attivo dagli anni 1960 e considerato il "John Lennon" del mondo berbero, e Najat Aatabou, un cantante la cui cassetta di debutto, "J'en ai Marre", vendette mezzo milione di copie in Marocco. Il Master Musicians of Jajouka fece un tour internazionale e collaborò con Brian Jones dei Rolling Stones e William S. Burroughs.
Molti musicisti hanno creato degli stili fondendo musica berbera e europea, e tra questi Hindi Zahra, Hassan Hakmoun, Khalid Izri, Hassan Idbasaid, Thidrin, Med Ziani, Imtlaa e Houssaine Kili.

## Tuareg
La musica berbera della regione dei Tuareg utilizza ritmi e stili vocali simili alla musica dei berberi, iberici, e arabi, mentre il canto a chiamata e risposta dell'Africa occidentale è anche comune. A differenza di molti dei popoli della regione, la musica Tuareg è in gran parte dominio delle donne, in particolare la riproduzione dell'imzhad, uno strumento a corde simile al violino. I matrimoni Tuareg presentano stili unici di musica, come il trillo vocale femminile e danze speciali (Ilkan) di schiavi.